# サン・ロレンツォ橋での十字架の奇跡
『サン・ロレンツォ橋での十字架の奇跡』（サン・ロレンツォばしでのじゅうじかのきせき、伊：Miracolo della Croce caduta nel canale di San Lorenzo）は、イタリアのルネサンス期ヴェネツィア派の画家、ジェンティーレ・ベッリーニが1500年ごろに制作した絵画である。現在、ヴェネツィアのアカデミア美術館に所蔵されている。

## 歴史

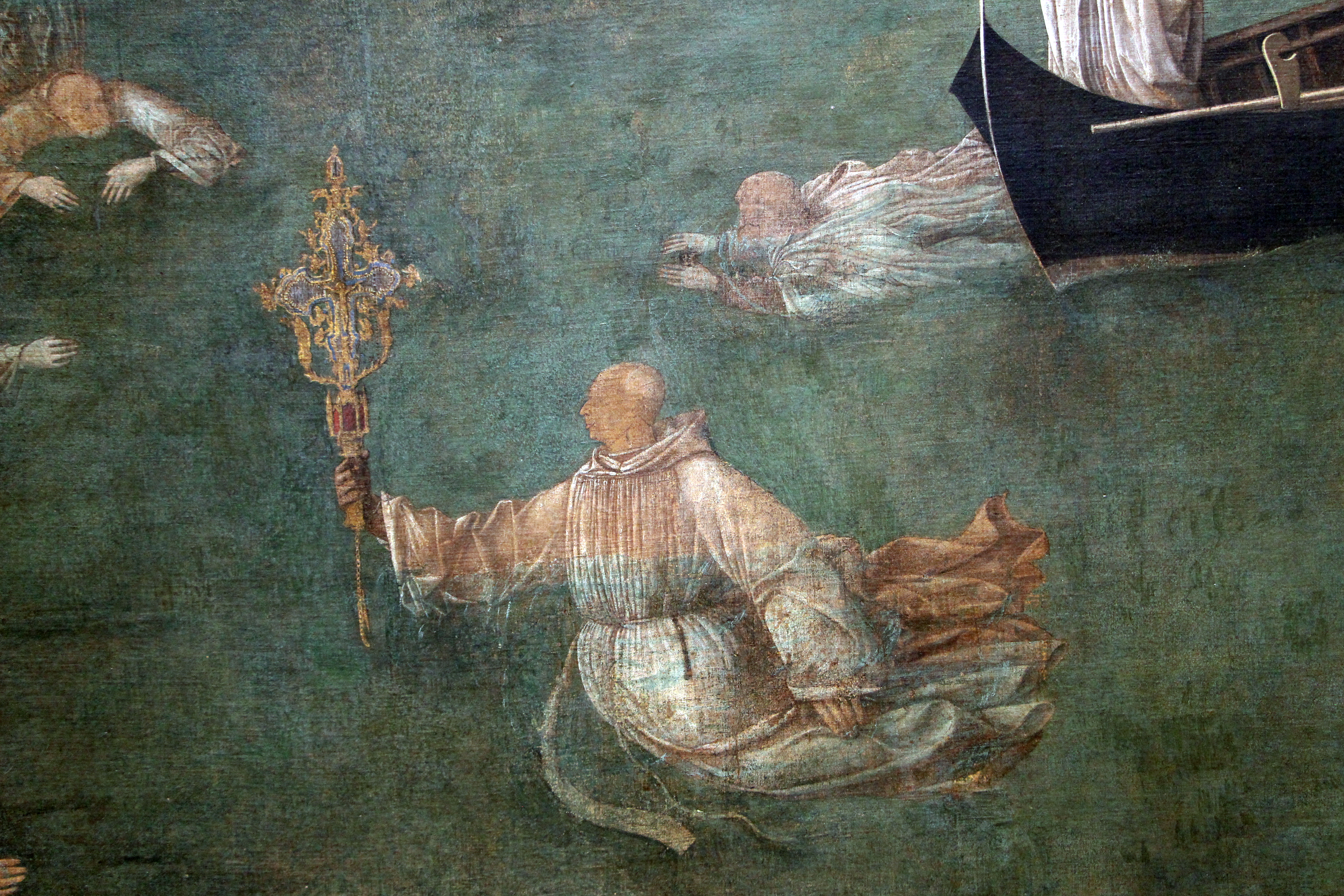
部分

本作は、ヴェネツィアにあるサン・ジョヴァンニ・エヴァンジェリスタ兄弟団の本拠地である、同名の宮殿大ホールのために依頼された。この依頼には、ジェンティーレ・ベッリーニ、ペルジーノ、ヴィットーレ・カルパッチョ、ジョヴァンニ・マンスエーティ、ラッザーロ・バスティアーニ、ベネデット・ルスコーニなど、当時の著名な芸術家による合計9点の大きなカンヴァス画が含まれていた。
絵画の主題は、聖遺物である聖十字架の断片にまつわる奇跡であった。聖十字架の断片は、1369年にキプロス王国とエルサレム王国の首相であったフィリップ・ド・メジエール（またはフィリッポ・マーゼル）によって兄弟団に寄贈され、すぐにヴェネツィアの人々の崇拝の対象となった。
9点の作品は、すべて1496年から1501年の間に制作された。ペルジーノの作品を除いて、すべてが今日まで現存し、現在はヴェネツィアのアカデミア美術館に収蔵されている。

## 概要
この作品は、兄弟団の聖十字架の断片を運ぶ毎年恒例の行列で起こった奇跡を描いている。聖遺物は、水中に落ちてしまった。その後、聖遺物を回収しようとする兄弟団の人々のすべての試みはうまくいかなかったが、大庇護者 (イタリア語で、グラン・グアルディアーノ）であったアンドレア・ヴェンドラミンは、聖遺物を回収することに成功した。
本作は、報告された奇跡が起こった近くの運河と橋、そして支援する多くの人々を詳細に描いている。認識できる人物には、キプロスの女王であったカタリーナ・コルナーロが含まれている。カタリーナは左側のひざまずく女性の中の一人であると考える人もいるが、左側の最初の女性がカタリーナ・コルナロである（その右側に立っている少女がいる）。カタリーナは祈っている。紳士の集団は、おそらくジェンティーレ・ベッリーニの自画像と、弟ジョヴァンニの肖像を含むベッリーニ家の集団である。
中央にはサン・ロレンツォ橋があり、出来事を見ている人々で混雑している。「フォンダメント」（ヴェネツィアの水路に隣接する道路）も混雑しており、ゴンドラに乗っている人もいる。何人かの人々が水中に潜り、右側の女性がムーア人の奴隷にも水中に潜るように促している。しかし、アンドレア・ヴェンドラミンはすでに聖遺物を掴んで、岸に運んでいる。
建物は正確な色彩で描かれているが、幾何学的な遠近法は用いられていない。いくつかの建物は、中世のヴェネツィアの典型的な逆円錐形の煙突を備えている。